# Joseph Thierry (peintre)
Pour les articles homonymes, voir Joseph Thierry (homonymie) et Thierry.
Joseph François Désiré Thierry, né le 13 mars 1812 à Paris et mort le 9 octobre 1866 dans le 3e arrondissement de Paris, est un peintre et décorateur de théâtre français.

## Biographie
Fils d’un pharmacien connu pour des travaux scientifiques, Joseph Thierry a d’abord été l’élève de Gros à l’École des beaux-arts de Paris. Il a débuté par la peinture de chevalet comme peintre de genre. Il a débuté au Salon de 1833 avec une Vue du pont Saint-Michel avant la Révolution. « Ce tableau, qui était placé sur la paroi orientale du Salon carré, et où se remarquait la franchise et l’esprit de la brosse, le charme et la vivacité du coloris, la rare précision du dessin et le sentiment de l’effet, a été acheté, dès les premiers jours de l’exposition, par la Liste civile ».
Quelques années plus tard, après s’être tourné vers le paysage, Joseph Thierry est entré dans l’atelier de Philastre et s’est associé à Charles-Antoine Cambon, dont il a partagé presque tous les travaux de décorations des théâtres de l’Opéra et de l’Opéra-Comique. Il s’est principalement fait connaitre par son habileté dans l’art décoratif, exécutant et signant, seul ou avec Cambon, les décors de L’Âme en peine, de Robert Bruce, du Prophète, de Jérusalem, du Juif errant, de La Nonne sanglante (Grand-Opéra), ainsi que ceux de Joseph, de Quentin Durward, de L’Étoile du Nord, du Songe d’une nuit d’été, de Manon Lescaut à l’Opéra-Comique, dans lesquels il a exécuté avec autant de coloris que d’imagination le paysage et l’architecture pittoresque. On cite, parmi les derniers, Une ronde du guet des métiers ramasse un homme ivre (1853) ; Lisière d’une forêt, La Route des caravanes (1855) ; Le Juif errant (1857) ; Le Récit (1859) ; L’arrivée de la noce, Le Royaume des fées (1863) ; Restes d’un temple (1865) ; Faust (1866), etc. Son nom figure pour la première fois sur une affiche de théâtre à l’occasion du ballet intitulé : Le Violon du diable.
Il n’est guère facile de l’envisager séparément de Cambon et de constater la valeur particulière de son œuvre car l’on trouve le nom de ces deux artistes associés sur les affiches de plus de cent ouvrages, sans que la part qui revient à chacun d’eux puisse être établie. On cite surtout dans le répertoire de l’Opéra : La Filleule des Fées, Stella, Pâquerette, Vert-Vert, Orfa, Ælia et Mysis, Jovila, La Fonti, Le Papillon, La Nonne sanglante, Pantagruel, Le Corsaire, La Magicienne, Sémiramis, le 5e acte de L’Africaine ; dans le répertoire de la Comédie-Française, la place publique du Conseiller rapporteur ; autel des furies d’Atrée et Thyeste, Comme il vous plaira, la place publique au premier acte de Fantasia, le 3e acte de Maître Guérin, Psyché, le caveau du Festin de Pierre ; dans le répertoire de l’Opéra-Comique, Galathée, Griseldis ou les Cinq Sens d'Adolphe Adam.
Sans écarter l’influence de Cambon, l’on croit pouvoir attribuer plus particulièrement à Joseph Thierry : le deuxième acte de Joseph, le premier acte des Saisons, le 1er acte de Lalla-Roukh, le parc de Windsor du Songe, la forêt de Saint-Germain, effet d’automne, dans Le Château de la Barbe-Bleue, le dernier acte de Psyché, le charmant déluge rococo de Deucalion et Pyrrha, le 2e acte du Val d’Andorre, le 2e acte du Nabab, le 1er acte de la dernière reprise de Moïse, le 1er acte du Prophète (ce décor, qui représente des moulins, est peut-être le premier qu’il ait peint tout seul), le décor du Roi d’Yvetot, le 4e acte de L’Enfant prodigue, le 4e acte du Juif errant, tout le décor de la barque dans les Vêpres siciliennes, la grotte du Marco Spada, de l’Opéra ; le 4e acte de Pierre de Médicis, la grotte du Tannhauser ; le 3e tableau de L’Étoile de Messine, le dernier acte de la Reine de Saba ; le 1er acte de la Mule de Pedro, le 4e acte de la dernière reprise de La Muette, la vallée de Roncevaux, dans Roland, le 5e acte du Lion amoureux, le 5e acte de La Jeunesse, le 3e acte d’Esther, la forêt de cèdres et l’entrée du palais, le 2e acte du Festin de Pierre, le cimetière du Don Juan de l’Opéra.
Après la dernière reprise de Giselle, dont il avait peint le 2e acte, il a été nommé chevalier de la Légion d’honneur, le 14 aout 1863. D’autres théâtres ont également eu recours à sa brosse, notamment le Théâtre-Lyrique et la Porte-Saint-Martin.
En dehors du théâtre, il a envoyé quelques paysages et tableaux de genre aux Salons de 1833, 1834, 1836, 1837, 1839, 1844, 1847, 1851, 1853, 1855, 1857, 1859, 1863 et 1865. Il figurait à l’exposition de l’année de sa mort avec une toile intitulée Faust. Un paysage lui avait valu, en 1844, une médaille de 3e classe.

« Ce qu’il réussissait, avant tout, c’était le paysage, c’était le pittoresque. On peut dire que peu d’artistes, sur ce terrain, l’ont égalé. »

Il a laissé plusieurs élèves, dont un, entre autres, Jean-Louis Chéret, est passé maitre. Il était le frère de l’homme de lettres, Édouard Thierry.